# Рухотин
Ру́хотин — село в Україні, у Клішковецькій громаді Дністровського району Чернівецької області. Населення становить 414 осіб.

## Назва
Ймовірно назва села походить від слова Рохатин. Адже село колись було схоже на ріг 

## Історичні пам'ятки

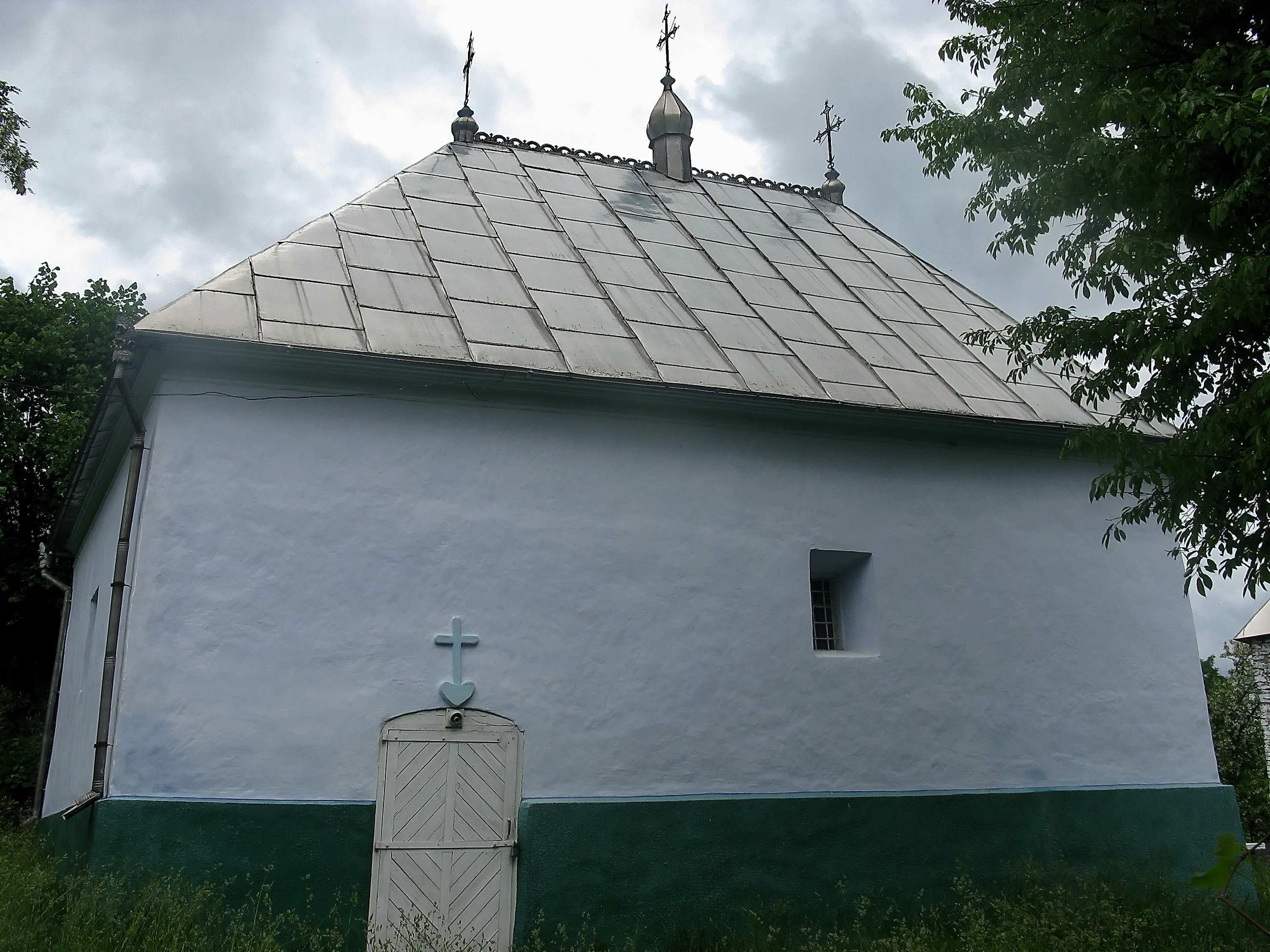
Будівля церкви

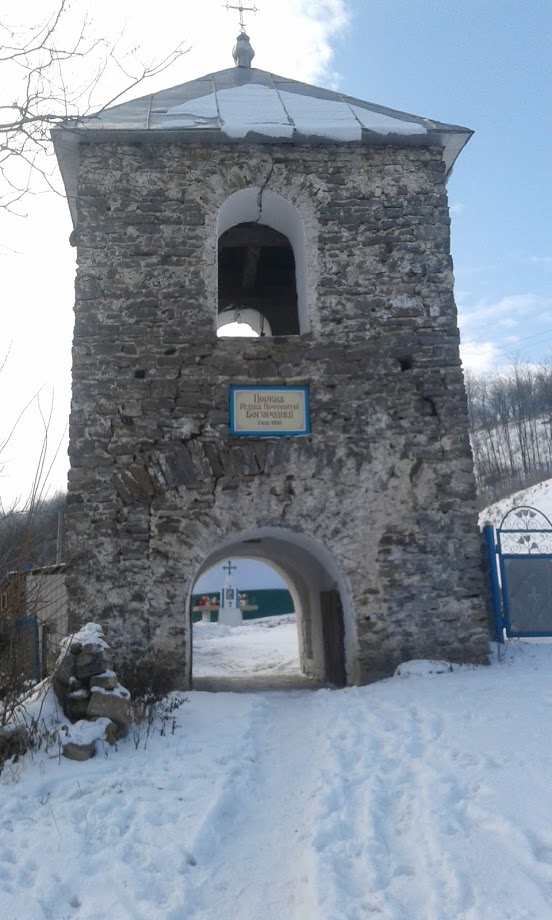
Дзвіниця Церкви

### Городище (укріплення)
Біля села виявлено слов'янське язичницьке городище-святилище. На крутому схилі високого пагорба проходить дугоподібний вал, насип якого сильно обпалений. У центрі схилу виявлена яма (діаметр 0,5 м) з вугіллям і черепками VIII—X ст. і кругла кам'яна плита (діаметр 0,8 м). Вал насипаний у формі овалу діаметром близько 700 метрів. Висота цього валу становить від 6 до 9 метрів, ширина — 35 метрів.
Укріплене городище Рухотин розташоване на мисі в північній частині однойменного села. Центральна площа городища має розміри 220×170 м і обмежена валом, з напільного боку відходять ще три вали. На його території і на сусідніх пагорбах розміщуються слов'янські поселення IX ст., поряд з селом — Скіфське городище, поселення черняхівської культури і XII—XIII ст.

### Церква
Храм Різдва побудований   1459 р. В період правління воєводи Стефана Великого коли буковинські землі перебували у складі Молдовського князівства і духовно відносилися до Радовецького єпископства незалежної Молдавської митрополії в Сучаві на чолі з митрополитом Феоктистом.
Під час кримськотатарських набігів Храм було спалено та зруйновано. Довгий час село було майже мертвим. Тому рухотинці тільки  в 1750 р. спромоглися побудувати біля руїн церкви невеличку каплицю. Правив Службу Божу в ній перший рухотинський священник, що згадується у Клірових книгах тих часів, Афанасій Пащинський.
Перебиківський поміщик, дворянин Костянтин Єгорович Талпа, котрому належали ці землі, відбудував зруйнований рухотинський храм, який освятили  21 вересня 1824 року.
1961р. У час розгулу комуністичної влади, церква була закрита і перетворена в музей атеїзму
24 червня 1990 року було відновлено її роботу.Діє цей храм і донині. 
Стіни мають товщину 1,5 метра, а маленькі віконця, вважають служили бійницями.Стіни дзвіниці завтовшки 1 метр складені з крупного вапнякового каменю. Проведена перебудова лише даху: дранка була замінена бляхою.Також в церкві знаходиться Іконостас якому приблизно 200 років. Але за ці роки сталося пошкодження Іконостасу(Від вологи та зіпсування шкідниками). Сьогодні жителі села поступово відновлюють його.

## Пам'ятки природи
Неподалік від села розташовані природоохоронні об'єкти: Рухотинський ліс, Чапля (орнітологічний заказник), а також лісові заповідні урочища: Буковий праліс, Бучок, Ділянка пралісу, Дубовий праліс, Реліктова бучина.

## Світлини

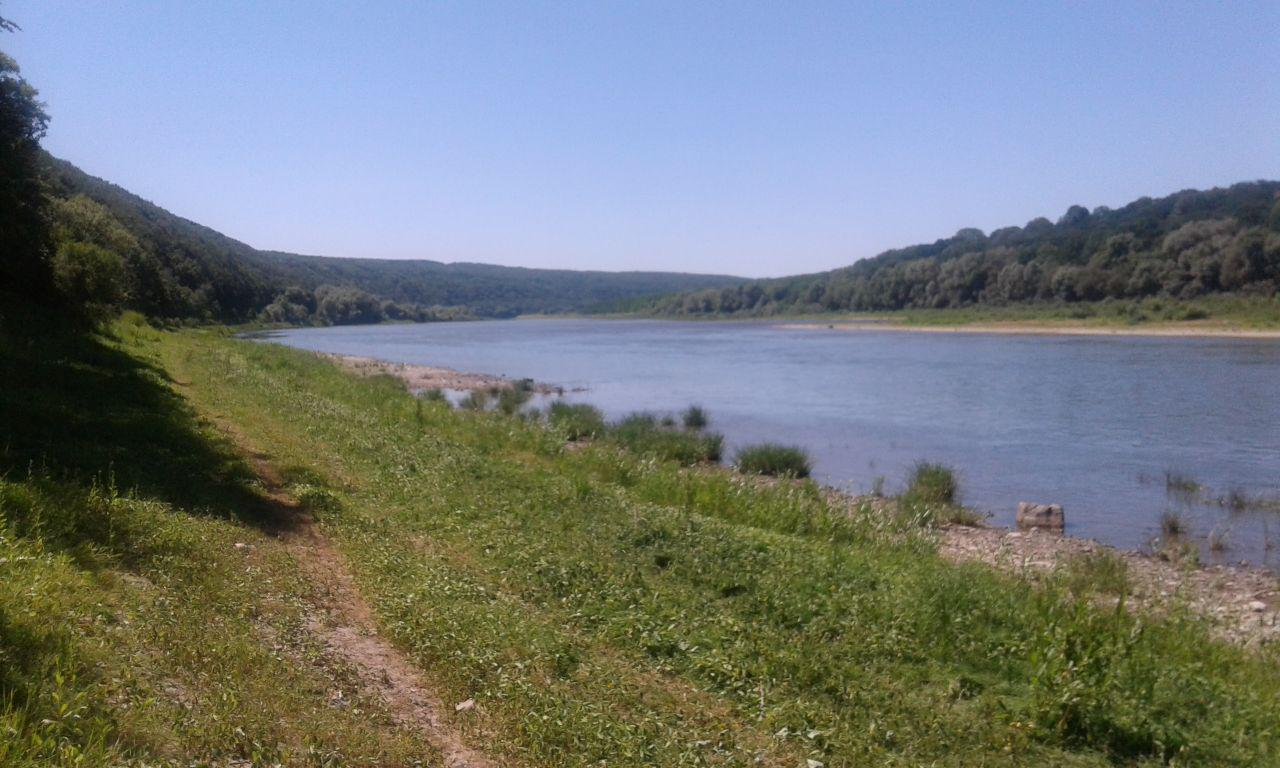
Річка Дністер

## Відомі особистості
В поселенні народився:
- Докієн Віктор Борисович (* 1958) — український лікар.